# Telekamery 1999
Telekamery 1999 – drugie wręczenie nagrody Telekamery „Tele Tygodnia” za rok 1998 dla postaci telewizyjnych. Gościem zagranicznym był Alain Delon. Nagrody przyznano w 11 kategoriach. Gala odbyła się 15 stycznia 1999 w Teatrze Polskim w Warszawie, dzień później była transmitowana w Telewizji Polsat.

## Zwycięzcy

### Publicystyka
- Elżbieta Jaworowicz[1] – Sprawa dla reportera, TVP1

### Informacje
- Krystyna Czubówna[1] – Panorama, TVP2

### Talk-show
- Wojciech Mann i Krzysztof Materna[1] – MdM, czyli Mann do Materny, Materna do Manna, TVP1

### Dziennikarz sportowy
- Włodzimierz Szaranowicz[1] – TVP1

### Teleturnieje i gry
- Zygmunt Chajzer[1] – Idź na całość, Polsat

### Wokalistka
- Maryla Rodowicz[1]

### Prezenterzy
- Grażyna Torbicka[1]

### Aktor
- Cezary Pazura[1]

### Aktorka
- Anna Seniuk[1]

### Serial
- Klan[1] – TVP1

### Rozrywka
- Marcin Daniec[1]

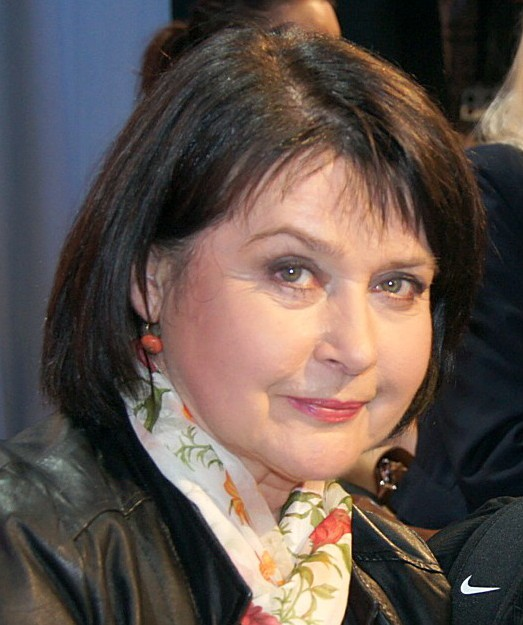
Elżbieta Jaworowicz
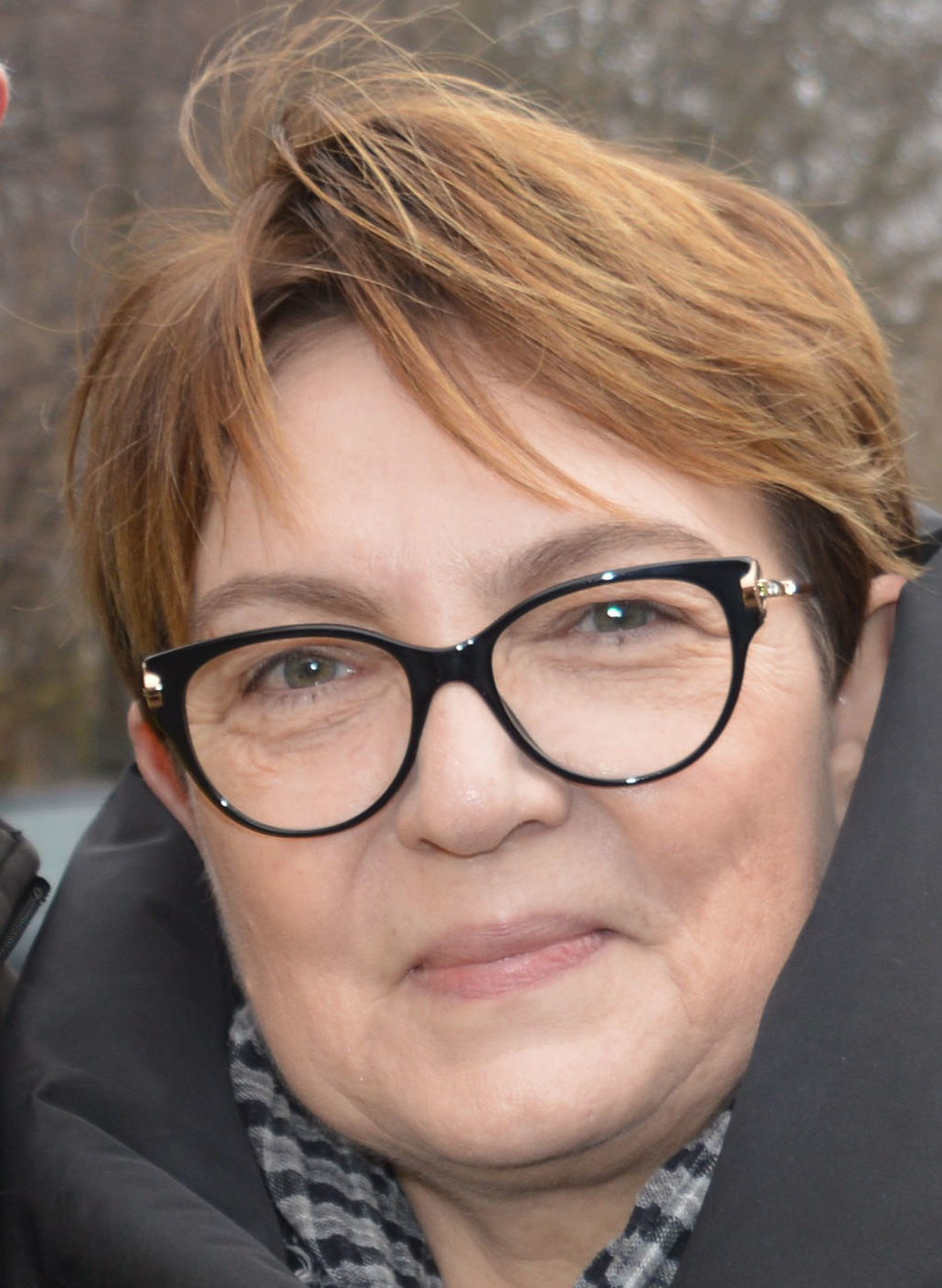
Krystyna Czubówna
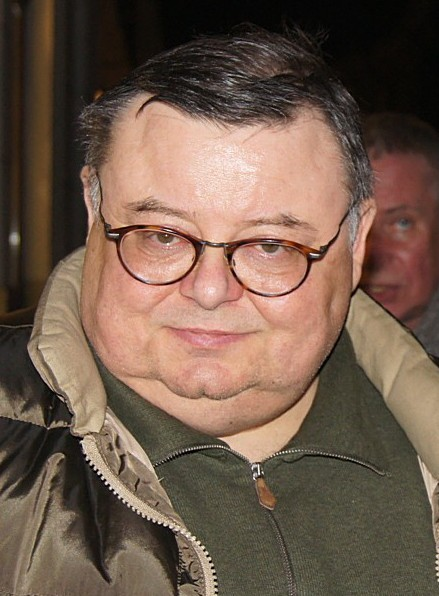
Wojciech Mann
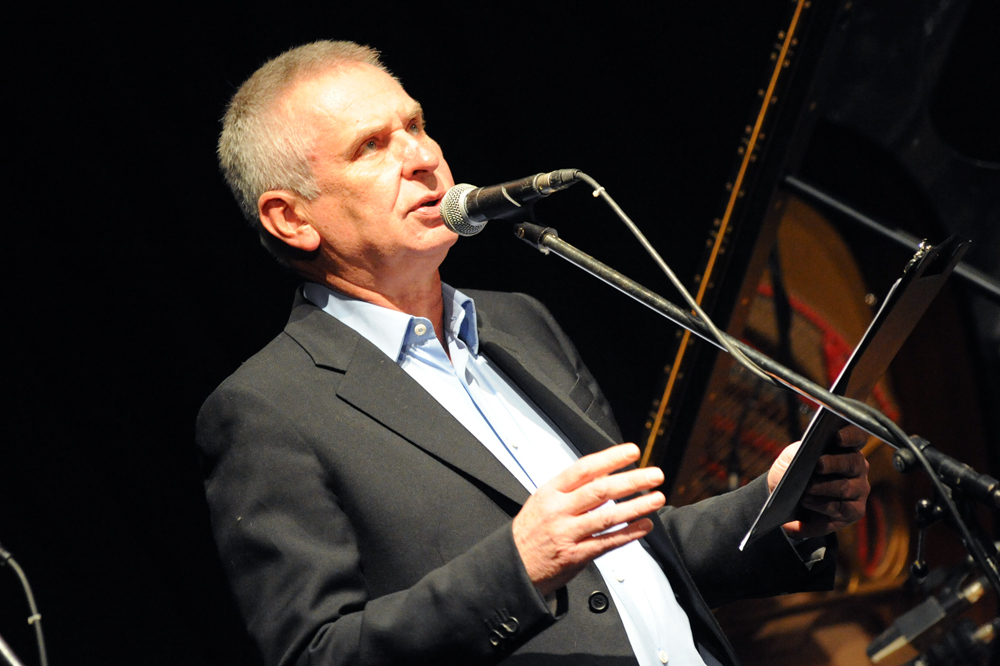
Krzysztof Materna
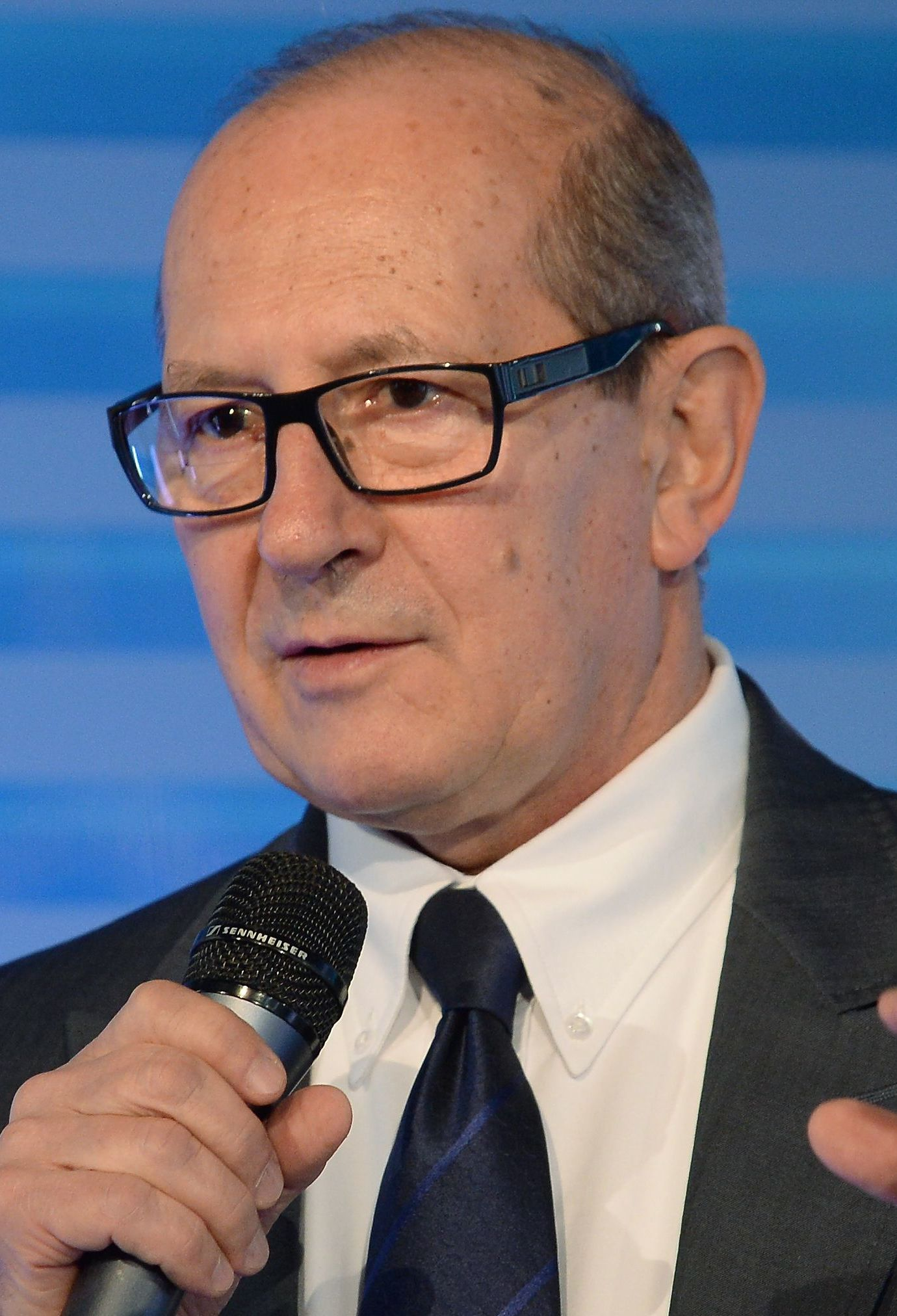
Włodzimierz Szaranowicz
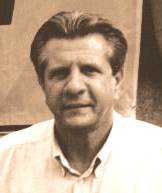
Zygmunt Chajzer
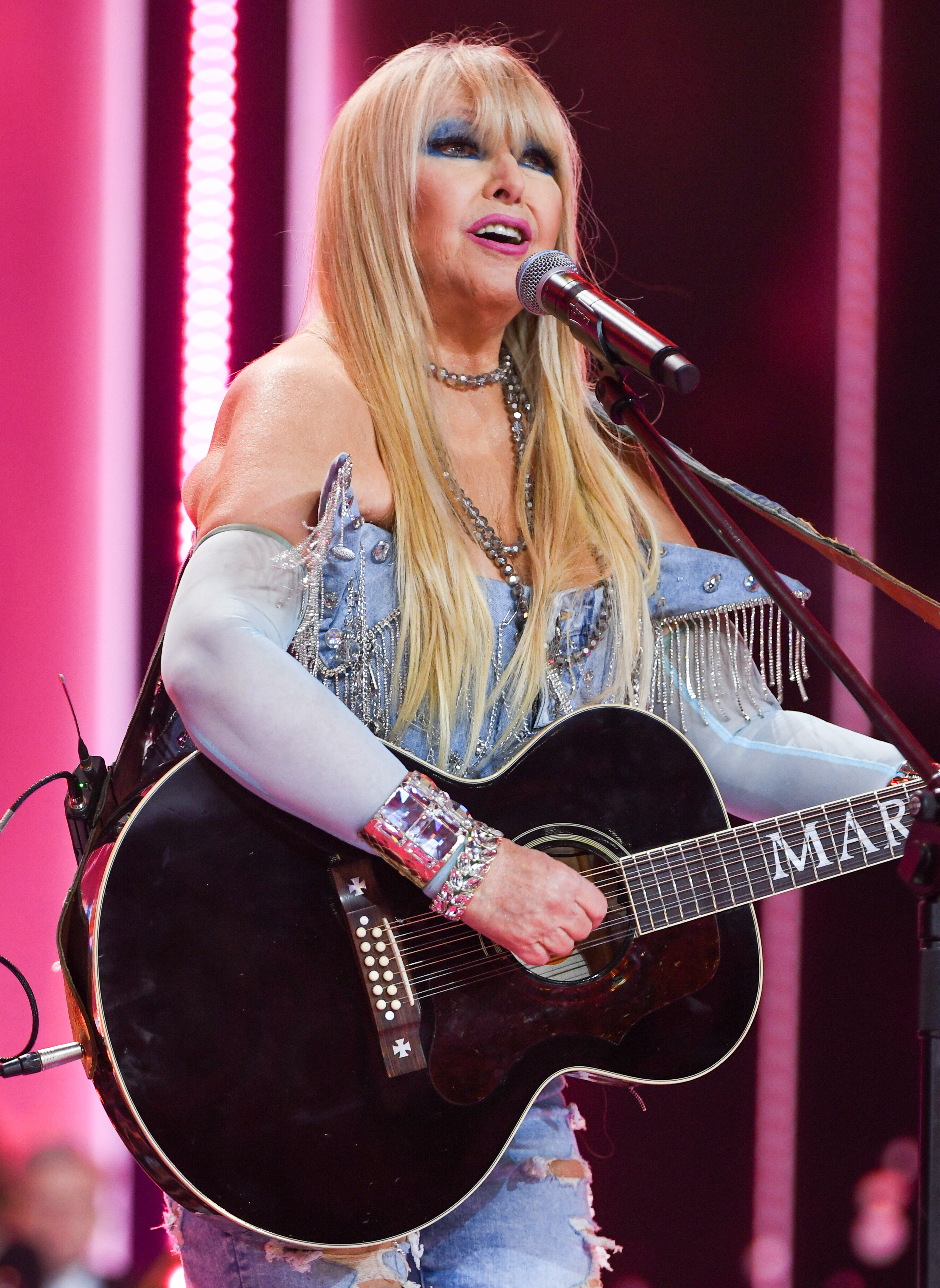
Maryla Rodowicz
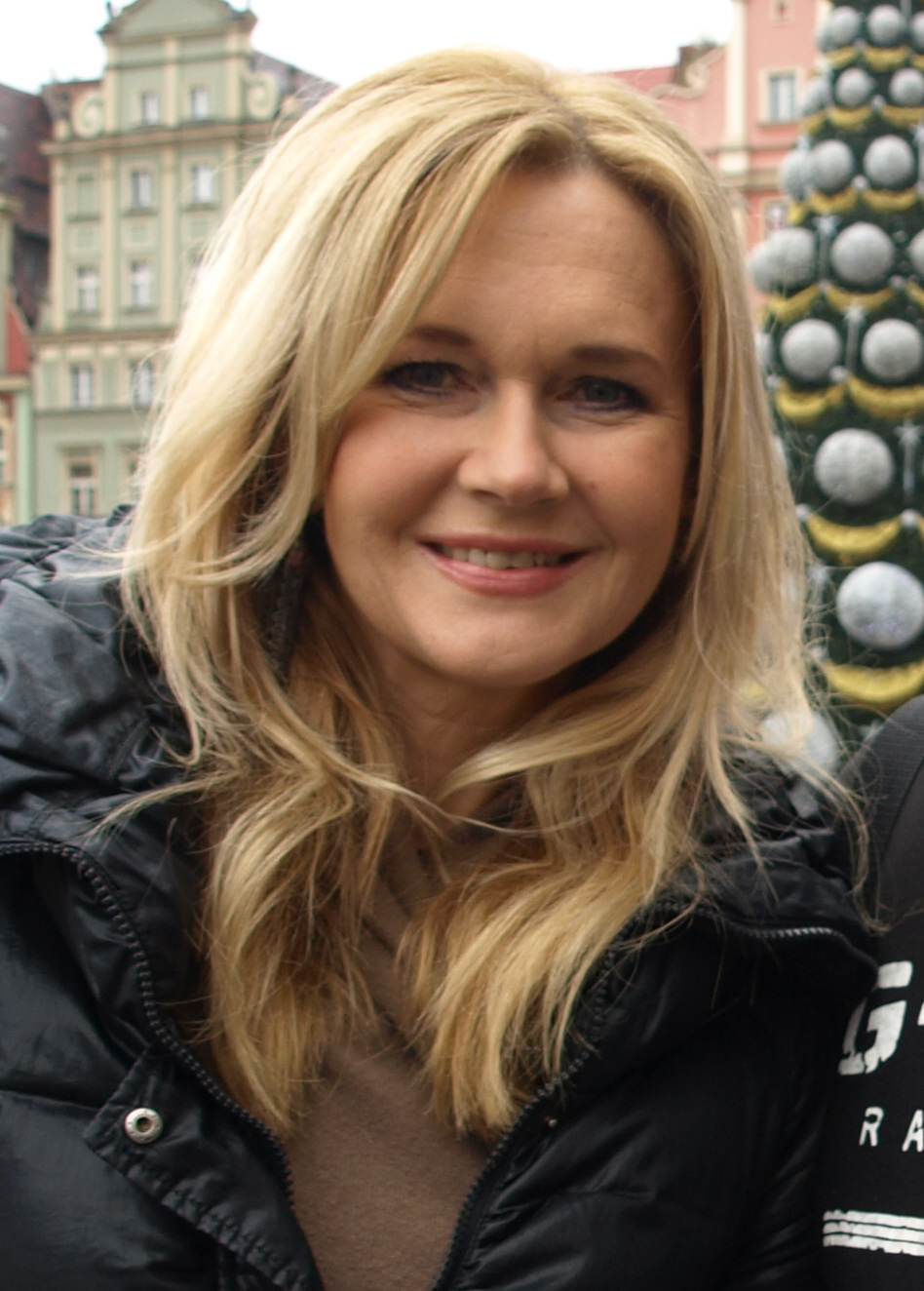
Grażyna Torbicka
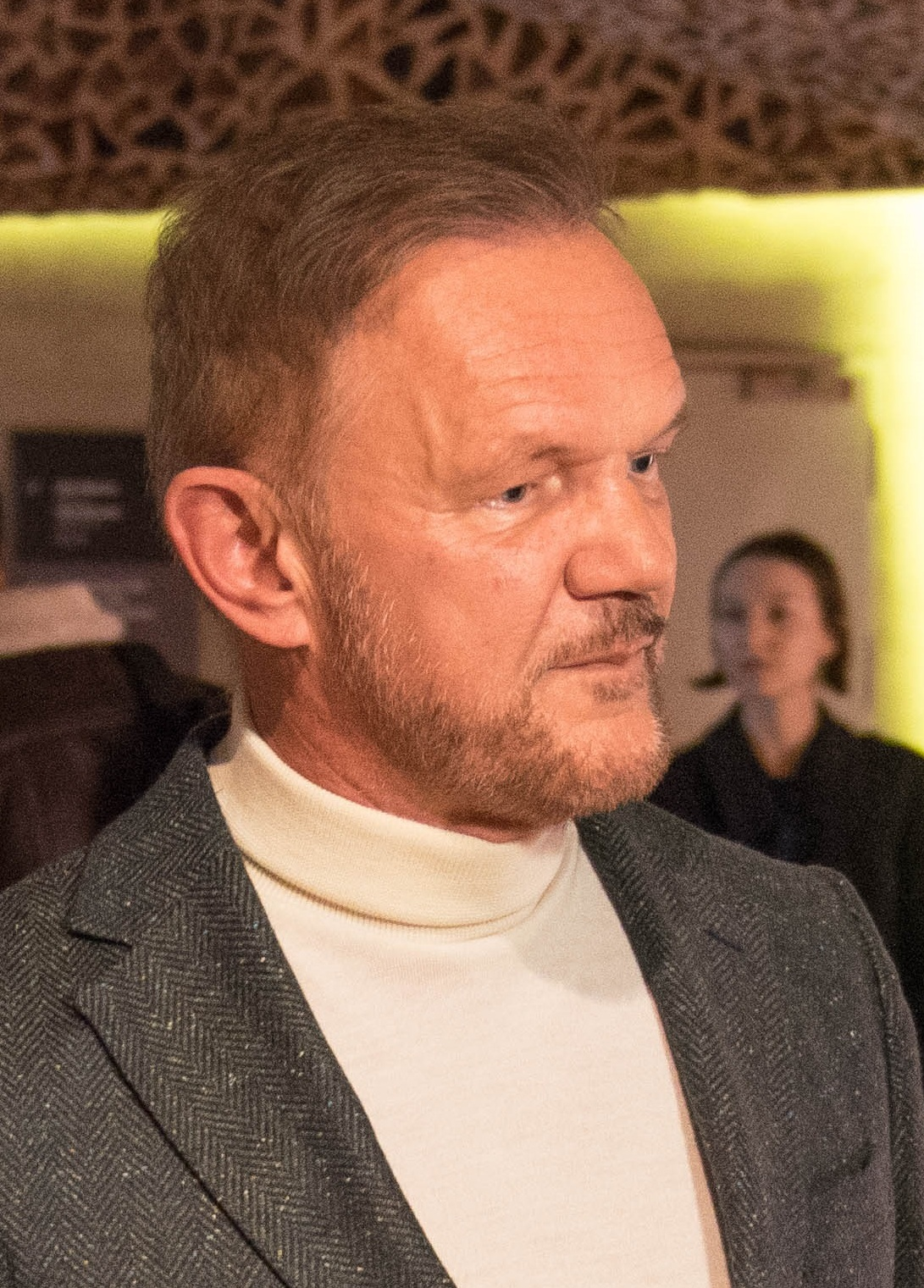
Cezary Pazura
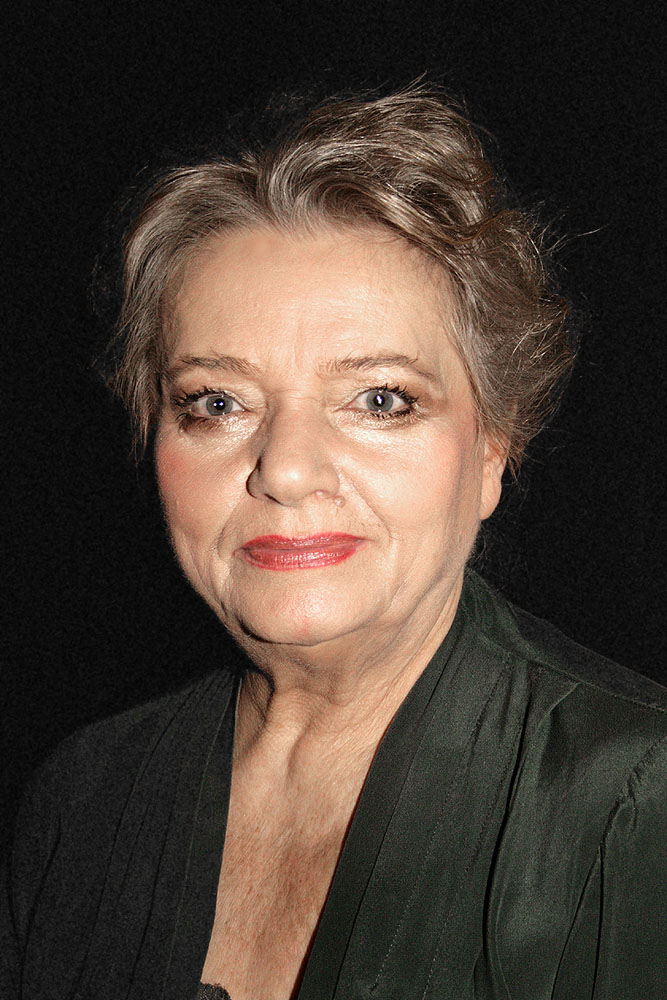
Anna Seniuk
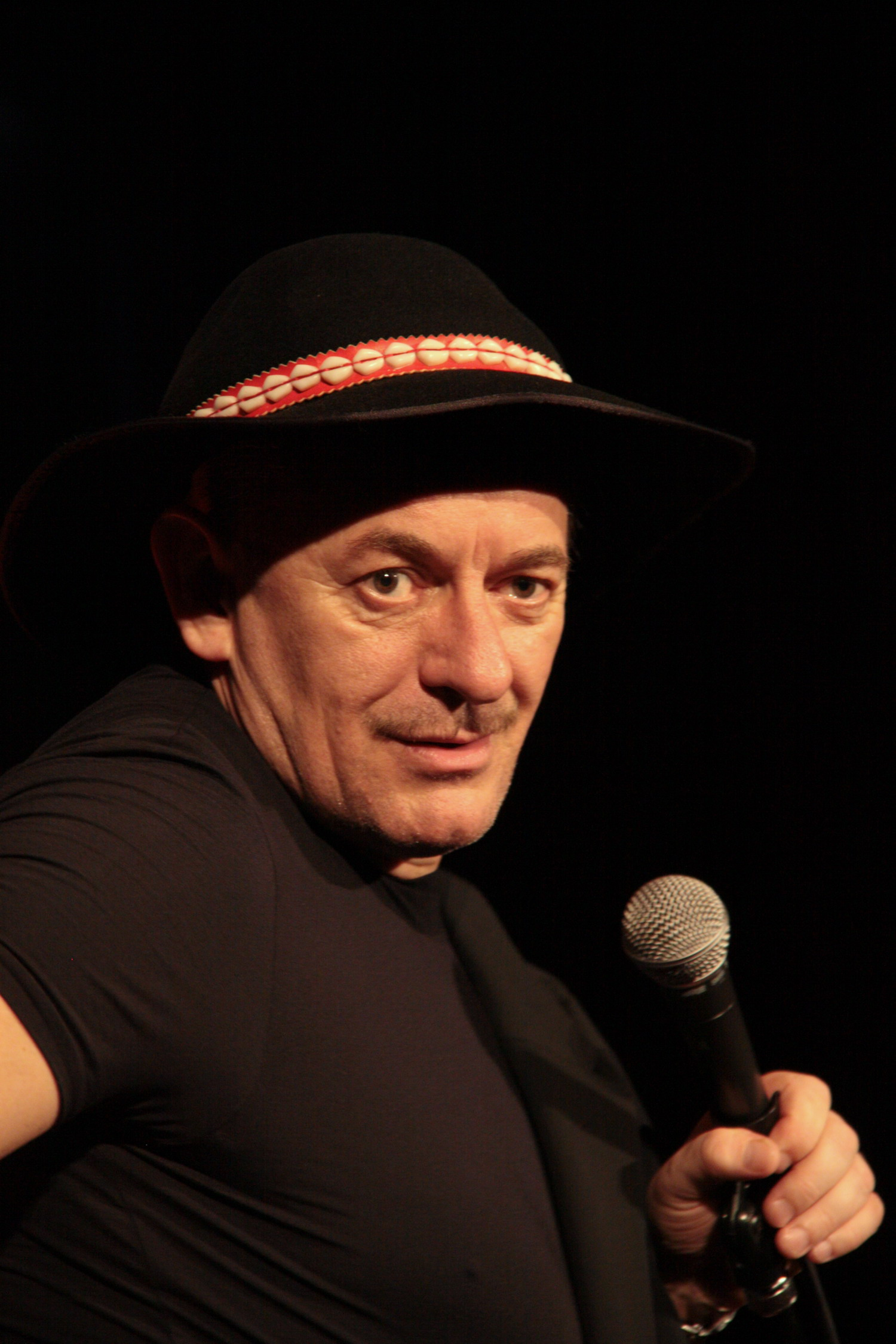
Marcin Daniec